# Eric Verdonk
Eric Verdonk (Taihape, 1959. május 28. – Auckland, 2020. április 3.) olimpiai bronzérmes új-zélandi evezős.

## Pályafutása
1959. május 28-án született Taihape-n holland szülők gyermekeként. 1973-tól a North Shore Rowing Club evezőse volt. Az 1988-as szöuli olimpián egypárevezős versenyszámban bronzérmet szerzett. Az 1992-es barcelonai olimpián ugyanebben a versenyszámban a negyedik helyen végzett. Az 1990-es tasmaniai világbajnokságon bronzérmet szerzett.
Visszavonulása után edzőként tevékenykedett. Először a Waitakere Sports Association-nél, majd 2017-től a Takapuna Grammar School Rowing Club-nál dolgozott vezetőedzőként.

## Sikerei, díjai
- Olimpiai játékok – egypárevezős
  - bronzérmes: 1988, Szöul
- Világbajnokság – egypárevezős
  - bronzérmes: 1990